# MArteLive
MArteLive, est un festival pluridisciplinaire italien de niveau national, fondée à Rome en 2001 par Giuseppe Casa, qui en est également le directeur artistique.

## Histoire
Entre 2001 et 2002, les deux premières éditions du festival se tiennent au Classico Village, un lieu situé dans le quartier du Testaccio à Rome, près de l'université Roma Tre, d'où sont issus les premiers organisateurs du festival, avec la collaboration d'étudiants de l'Académie des beaux-arts de Rome tels que Graziano Russo et Cinzia Palumbo, qui apportent leur première contribution à sa réalisation. À l'origine, l'événement était divisé en 7 sections artistiques et l'entrée était gratuite les deux premières années.
Depuis 2003, MArteLive se tient à l'Alpheus Club, un lieu historique également situé dans le quartier du Testaccio. La même année, les sections artistiques deviennent 10, et l'événement prend un caractère régional. Les artistes participants sont sélectionnés dans des lieux situés à Rome et dans le Latium. Les meilleurs participent ensuite à l'événement principal qui a lieu chaque année de la fin avril à la mi-juin à Rome.
Depuis 2008, il s'agit d'un événement national auquel participent, outre Rome, environ 41 villes grandes, petites et moyennes telles que Naples, Gênes, Milan, Bologne, Cosenza, Parme, Catane et Cagliari. À la fin de la même année, le label MArteLabel est fondé dans le but de produire et de promouvoir les meilleurs artistes découverts lors du festival. Les premières productions ont impliqué des groupes tels que Nobraino, Management, Petramante, This Harmony, et Underdog.
En 2010, le festival célèbre son dixième anniversaire en organisant une finale nationale de trois jours, du 9 au 11 septembre, à Rome, à l'Alpheus Club.
En 2011, pour la première fois, MArteLive modifie sa formule pour faire face à la crise économique et organise une finale nationale de quatre jours, du 12 au 15 octobre, en collaboration avec 10 clubs live à Rome.
L'édition 2012 n'a pas lieu en raison de problèmes économiques. Depuis 2013, l'événement a lieu tous les deux ans. L'édition 2014, la première avec une cadence biennale, se tient du 23 au 28 septembre dans 40 lieux différents à Rome et dans d'autres villes du Latium comme Frosinone, Civitavecchia, Cassino, Roviano, Tivoli, Carpineto Romano, Tolfa et Contigliano,. L'événement principal, avec les finales des concours MArteLive, se tient dans les espaces Ex Mattatoio à Rome du 23 au 25 septembre.
L'édition 2019 se déroule du 3 au 14 décembre dans 60 lieux différents à Rome et dans d'autres villes du Latium comme Civitavecchia, Latina, et Aprilia. L'événement principal, avec les finales des concours MArteLive, se déroule au Planet Live Club de Rome les 3, 4 et 5 décembre.